# Nephrotoma astigma
Nephrotoma astigma is een tweevleugelige uit de familie langpootmuggen (Tipulidae). De soort komt voor in het Palearctisch gebied.